# Konsthantverk

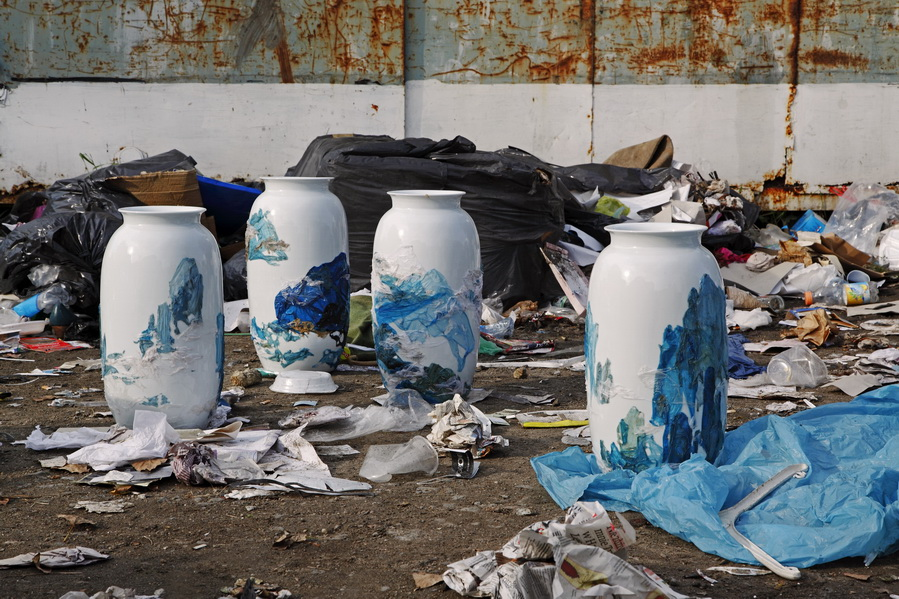
Installation med porslinsvaser i Jingdezhen, av JiKarina Marusińska, 2013.

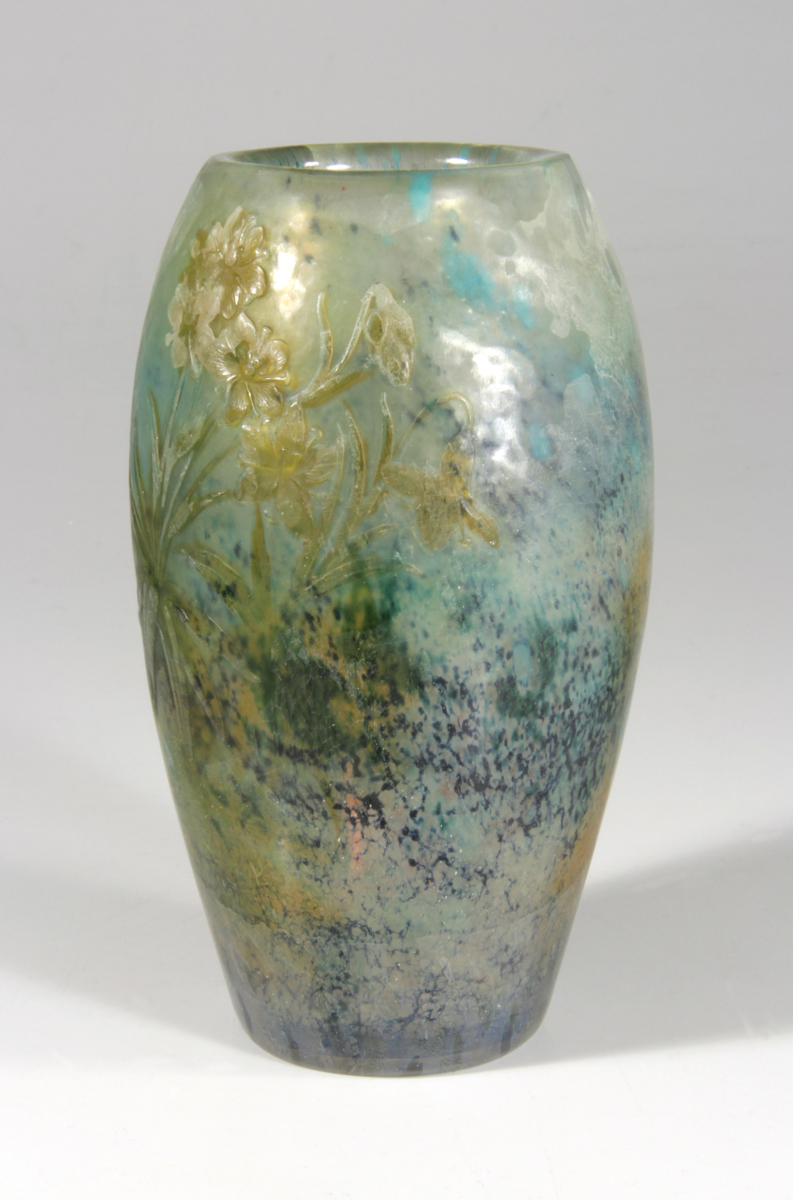
Vas av den franska glaskonstnären Émile Gallé (1846-1904), bild ur Röhsska museets samling.

Konsthantverk är bruks- eller prydnadsföremål som är konstnärligt utformade, och begreppet syftar även på det hantverksmässiga tillverkandet av dessa. Det är en konstart som utvecklats ur specifika och historiskt sett bruksbaserade hantverk, och som både utgår ifrån och utvecklar dessa materialbaserade traditioner, främst inom keramik, glas, metall, textil, papper och trä.
Samtida konsthantverk innefattar såväl bruksföremål, skulpturala objekt, rumsliga installationer, performance och offentliga gestaltningar, med utgångspunkt i konsthantverket som kunskapsplattform. I Sverige finns särskilt inriktade högskoleutbildningar för konsthantverk som parallellt med gedigna yrkes- och lärlingsutbildningar bildar grunden för professionalisering.
Sedan början av 2010-talet är fältet även etablerat som akademiskt forskningsområde. Konstnärlig forskning inom ämnet konsthantverk behandlar  praktisk kunskap förankrad i materialitet, men utforskar även fältets historia, teoretiska sammanhang och konsthantverkets roll i samtiden

## Bakgrund och historisk utveckling

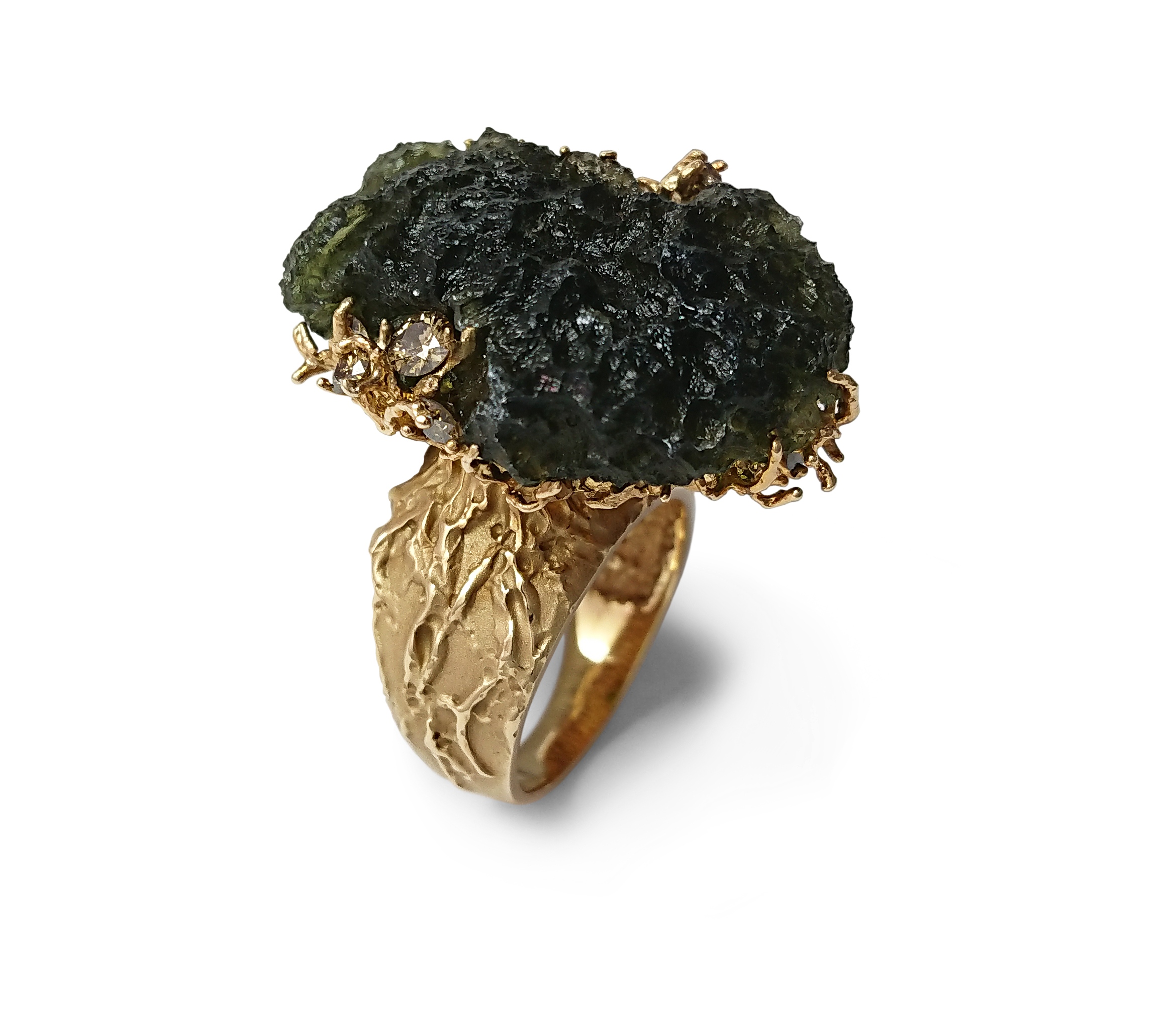
Secret of the universe, ring i gult guld av Stanislav Drokin (Ukraina, 2000).

Att skapa funktionella och estetiskt tilltalande artefakter tycks vara en universell drivkraft hos människan som historiskt visat sig under både primitiva och högkulturella epoker över hela världen. Vilka uttryck och ideal som eftersträvats har varit kulturellt betingat utifrån tid, plats, tillgängliga material och tekniker. Mer arbetade och exklusiva föremål har urskiljts från mer vardagliga, varav de tidigare ofta skapats i syfte att kommunicera materiellt välstånd, helighet och makt.
Konsthantverkets utveckling i modern tid följer i hög grad samhällsutvecklingen i olika länder och delar av världen, vilket bidragit till olika organisationsgrad, utbildningsmöjligheter och stödsystem, med mera. Begreppet 'konsthantverk' kan därför syfta på delvis skilda företeelser i olika delar av världen, medan World Crafts Council sedan 1964 verkar som samlande internationell paraplyorganisation.

### Europa
I Europa bidrog från tidig medeltid och framåt inte minst den kristna kyrkan tillsammans med en feodal samhällsordning och skråväsen till de olika hantverkens konstnärliga utveckling och inriktning. I takt med hantverkens mekanisering och industrialisering utvecklades under 1800-talet estetiskt och etiskt influerade programförklaringar. 
Arts and Crafts i Storbritannien var en av flera rörelser i reaktion mot de eklektistiska och stilimiterande industriprodukter som den industriella revolutionen bidrog till att kommersialisera och sprida. Rörelsen företräddes av britterna John Ruskin och William Morris och kom att bli inflytelserik i både Europa och Nordamerika. Arts and Crafts-rörelsen förordade lokal tillverkning av hantverksföremål, äkta materialbearbetning och en personlig gestaltning i motsats till maskintillverkade produkter. Arts and Crafts rörelsen tog även fasta på de sociala konsekvenser och förlust av kunskap inom hantverksutövningen, som följde med att arbetet flyttade in och sönderdelades i fabriker. Efterhand bidrog bland annat Bauhausrörelsen i Tyskland under 1920-talet till konstindustrins utveckling och förfining. Parallellt utvecklades ett mer självständigt studio-drivet konsthantverk av utövare inom olika materialtraditioner, som till exempel keramikern Lucie Rie. 
Omfattande samlingar historiskt konsthantverk från Europa och övriga delar av världen, visas bland annat på Victoria and Albert Museum i London, en institution som även bidrar till att visa och flytta fram positionen för det samtida konsthantverket. Som konst- och kunskapsfält har konsthantverket genomgått en expansiv utveckling under tjugohundratalet, inte minst i de nordiska länderna.

### Sverige
I Sverige fanns i slutet av 1800-talet flera parallella krafter bakom den framväxande slöjd- och konsthantverksrörelse, bland dem Nils Månsson Mandelgren och Lilli Zickerman. Begreppet konsthantverk omnämns första gången 1872 i Svenska Akademins ordbok och är då ett uttryck för att hantverkets förutsättningar och produktionsvillkor har förändrats. När samhällets organisationsgrad tilltog i början av 1900-talet omfattades även konsthantverket av detta. 
Svenska slöjdföreningen drev på områdets professionalisering, bland annat genom att starta utbildningar som bland annat Tekniska skolan (Konstfack) i Stockholm och Slöjdföreningens skola (Högskolan för Design och Konsthantverk/HDK Valand) i Göteborg. Svenska Slöjdföreningen drev också parollen "konstnärerna till industrin" vilket utvecklade en stark konstindustri som kom att prägla konsthantverket i Sverige in i modern tid.
Utvecklingen exponerades inte minst genom återkommande programutställningar som till exempel Hemutställningen 1917, Stockholmsutställningen 1930 och H55 i Helsingborg. I Sverige har Röhsska museet i Göteborg en renodlad inriktning mot konsthantverk och konstindustri, men det finns många andra historiska samlingar med koppling till området, bland annat påNationalmuseum i Stockholm, Östasiatiska museet, Nordiska museet, Malmö konstmuseum. 

#### 1960–1990
Under 1960 och 1970-talet utvecklas konsthantverket allt mer självständigt och successivt med ett allt mer påtagligt socialt och politiskt engagemang. Parallellt etableras egna organisationer och publika plattformar för konsthantverket. Föreningen KIF - Sveriges konsthantverkare och industriformgivare grundas 1961 som facklig och politisk intresseorganisation.
Utvecklingen under 80- och 90-talet kännetecknas bland annat av att nya konsthantverkskooperativ startades på många orter i landet, vilka vann politiskt stöd 1982 i form av ett riktat statsbidrag för att främja konstnärsdrivna visningsrum och publika kontaktytor för konsthantverket. 1990 grundades Konsthantverkscentrum som en av flera centrumbildningar, i syfte att stärka konstarten och uppdragsmöjligheterna för dess fria kulturutövare. 

#### 2000–
I början av sekelskiftet 2000 utvecklades konsthantverket genom en mer konceptuell och normkritisk inriktning. Den fleråriga programsatsningen Craft in Dialogue (2003–2006) initierades av IASPIS (International Artists' Studio Program in Sweden) i syfte att vitalisera det svenska konsthantverkets internationella kontaktytor, teoribildning och curatoriella praktik.
Samtida konsthantverk visas idag publikt inom ramen för de flesta konst- och museiinstitutioner. Renodlade visningsplatser är dock av betydelse för fördjupa en publik dialog kring konstartens utveckling och dessa upprätthålls idag av områdets utbildningar, konsthantverkskooperativ och andra konstnärsdrivna plattformar och projekt. Gustavsbergs konsthall var (2007–2021) en renodlad konsthall för samtida konsthantverk som bidrog till att stärka konsthantverksscenen genom att producera utställningar, publikationer och pedagogisk verksamhet. Sedan 2019 är Stockholm Craft Week ett årligt återkommande samarrangemang mellan aktörer inom fältet i syfte att samla och stärka konsthantverket på den samtida konstscenen, såväl nationellt som internationellt.